# Fußball-Westasienmeisterschaft 2013
| Fußball-Westasienmeisterschaft 2013 8th Waff Championship, Qatar 2013 |                          |
| Anzahl Nationen                                                       | 9 Endrundenteilnehmer    |
| Austragungsort                                                        | Katar                    |
| Westasienmeister                                                      | Katar                    |
| Eröffnung                                                             | 25. Dezember 2013        |
| Endspiel                                                              | 7. Januar 2014           |
| Spiele                                                                | 13                       |
| Tore                                                                  | 17 (ø 1,31 pro Spiel)    |
| Torschützenkönig                                                      | Boualem Khoukhi (6 Tore) |

Die Fußball-Westasienmeisterschaft 2013 (offiziell: 8th Waff Championship, Qatar 2013) wurde vom 25. Dezember 2013 bis zum 7. Januar 2014 in Doha ausgetragen. Es traten insgesamt neun Mannschaften in der von der West Asian Football Federation (WAFF) ausgerichteten Endrunde an, um den Westasienmeister zu ermitteln.

## Teilnehmer
Die neun teilnehmenden Mannschaften wurden in drei Gruppen eingeteilt, wobei jede Gruppen mit jeweils drei Mannschaften besetzt wurde. In der Gruppenphase spielten die Mannschaften im Liga-System jeweils einmal gegeneinander. Der Gruppensieger und der beste Zweitplatzierte zogen in das Halbfinale ein. Die Gewinner der Halbfinalpartien trugen das Endspiel aus.
Die Auslosung der Vorrunde fand am 11. November 2013 in Doha statt. Es ergaben sich folgende Gruppen:
| Gruppe A      | Gruppe B | Gruppe C  |
| ------------- | -------- | --------- |
| Katar         | Oman     | Jordanien |
| Saudi-Arabien | Irak     | Kuwait    |
| Palästina     | Bahrain  | Libanon   |

## Spiele und Ergebnisse

### Vorrunde

#### Gruppe A
| Pl. | Land          | Sp. | S | U | N | Tore    | Diff. | Punkte |
| --- | ------------- | --- | - | - | - | ------- | ----- | ------ |
| 1.  | Katar         | 2   | 2 | 0 | 0 | 005:100 | +4    | 06     |
| 2.  | Palästina     | 2   | 0 | 1 | 1 | 000:100 | −1    | 01     |
| 3.  | Saudi-Arabien | 2   | 0 | 1 | 1 | 001:400 | −3    | 01     |

|                   |   |               |           |
| 25. Dezember 2013 |   |               |           |
| Katar             | – | Palästina     | 1:0 (0:0) |
| 28. Dezember 2013 |   |               |           |
| Palästina         | – | Saudi-Arabien | 0:0       |
| 31. Dezember 2013 |   |               |           |
| Saudi-Arabien     | – | Katar         | 1:4 (1:1) |

#### Gruppe B
| Pl.                                             | Land    | Sp. | S | U | N | Tore    | Diff. | Punkte |
| ----------------------------------------------- | ------- | --- | - | - | - | ------- | ----- | ------ |
| 1.                                              | Bahrain | 2   | 0 | 2 | 0 | 000:000 | ±0    | 02     |
| 2.                                              | Irak    | 2   | 0 | 2 | 0 | 000:000 | ±0    | 02     |
| 3.                                              | Oman    | 2   | 0 | 2 | 0 | 000:000 | ±0    | 02     |
| Bahrain wurde durch Losentscheid Gruppensieger. |         |     |   |   |   |         |       |        |

|                   |   |         |     |
| 25. Dezember 2013 |   |         |     |
| Oman              | – | Bahrain | 0:0 |
| 28. Dezember 2013 |   |         |     |
| Bahrain           | – | Irak    | 0:0 |
| 31. Dezember 2013 |   |         |     |
| Irak              | – | Oman    | 0:0 |

#### Gruppe C
| Pl. | Land      | Sp. | S | U | N | Tore    | Diff. | Punkte |
| --- | --------- | --- | - | - | - | ------- | ----- | ------ |
| 1.  | Jordanien | 2   | 1 | 1 | 0 | 002:100 | +1    | 04     |
| 2.  | Kuwait    | 2   | 1 | 0 | 1 | 003:200 | +1    | 03     |
| 3.  | Libanon   | 2   | 0 | 1 | 1 | 000:200 | −2    | 01     |

|                   |   |           |           |
| 26. Dezember 2013 |   |           |           |
| Jordanien         | – | Libanon   | 0:0       |
| 29. Dezember 2013 |   |           |           |
| Libanon           | – | Kuwait    | 0:2 (0:1) |
| 1. Januar 2014    |   |           |           |
| Kuwait            | – | Jordanien | 1:2 (1:1) |

#### Gruppe Ermittlung des besten Gruppenzweiten
| Pl. | Land      | Sp. | S | U | N | Tore    | Diff. | Punkte |
| --- | --------- | --- | - | - | - | ------- | ----- | ------ |
| 1.  | Kuwait    | 2   | 1 | 0 | 1 | 003:200 | +1    | 03     |
| 2.  | Irak      | 2   | 0 | 2 | 0 | 000:000 | ±0    | 02     |
| 3.  | Palästina | 2   | 0 | 1 | 1 | 000:100 | −1    | 01     |

### Halbfinale
|                |   |           |           |
| 4. Januar 2014 |   |           |           |
| Katar          | – | Kuwait    | 3:0 n. V. |
| 4. Januar 2014 |   |           |           |
| Bahrain        | – | Jordanien | 0:1 (0:0) |

### Spiel um Platz drei
|                |   |         |                      |
| 7. Januar 2014 |   |         |                      |
| Kuwait         | – | Bahrain | 0:0 n. V., 2:3 i. E. |

### Finale
|                |   |           |           |
| 7. Januar 2014 |   |           |           |
| Katar          | – | Jordanien | 2:0 (0:0) |

## Schiedsrichter
- Jameel Abdulhusin
- Wang Di
- Ali Sabah
- Banjar al-Dosari
- Nagor Noor
- Abdullah al-Hilali
- Marai al-Awaji
- Kim Sang-woo
- Valentin Kovalenko